# مسجد كامبونج بيلاباو
مسجد كامبونج بيلاباو يقع المسجد في منطقة كامبونج بيلاباو، والتي تقع على بعد حوالي تسعة وخمسين كيلومتر من بيكان توتونج في بروناي .

## البناء
تم بناء مسجد كامبونج بيلاباو على موقع أرض مساحتها 0,38 فدان، وقد تم تمويل البناء بالكامل من قبل السلطان الحاج حسن البلقيه سلطان بروناي دار السلام .

## الافتتاح
استخدم مسجد كامبونج بيلاباو وافتتح لأول مرة في الثامن عشر من شهر يونيو من عام 1997 .

## التسهيلات المتاحة
من بين التسهيلات المتاحة في مسجد كامبونج بيلاباو هو وجود مولد ومحرك كهربائي يخدم المسجد وسكان البلدة، بالإضافة لوجود جسر لربط بيوت القرويين مع المسجد لأداء الصلاة.